# Buus
Pour les articles homonymes, voir Buus (homonymie).
Buus est une commune suisse du canton de Bâle-Campagne, située dans le district de Sissach.

Vue aérienne (1953)